# Барт Зут
Барт Зут (нід. Bart Zoet, 20 жовтня 1942 — 13 травня 1992) — нідерландський велогонщик.
Олімпійський чемпіон 1964 року в роздільній командній гонці.